# Liste des precincts de l'Illinois

Comtés sans gouvernement de canton

L'état de l'Illinois compte 102 comtés de qui sont divisés en 17 divisions civiles mineures appelées precincts. Les 261 [réf. nécessaire] zones de l'Illinois sont énumérées ci-dessous. Les 85 comtés restants sont divisés en 1 433 cantons. Malgré cette distinction, les quartiers sont aussi parfois appelés «civil townships».
Contrairement aux circonscriptions électorales, ces circonscriptions ne sont pas nécessairement limitées à une seule circonscription électorale. Au lieu de cela, ils servent de divisions administratives au gouvernement du comté. 
 

## Precincts de l'Illinois par nom

### A
- Precinct d'Adkins, comté de Massac
- Precinct d'Albion No. 1, comté d'Edwards
- Precinct d'Albion No. 2, comté d'Edwards
- Precinct d'Albion No. 3, comté d'Edwards
- Precinct d'Alexander, comté de Morgan
- Precinct d'Alsey, comté de Scott
- Precinct d'Alto Pass, comté d'Union
- Precinct d'America, Pulaski County
- Precinct d'Anna District 1, Comté d'Union
- Precinct d'Anna District 2, Comté d'Union
- Precinct d'Anna District 3, Comté d'Union
- Precinct d'Anna District 4, Comté d'Union
- Precinct d'Anna District 5, Comté d'Union
- Precinct d'Anna District 6, Comté d'Union
- Precinct d'Anna District 7, Comté d'Union
- Precinct d'Arcadia, comté de Morgan
- Precinct d'Athens North N° 2, comté de Menard
- Precinct d'Athens South N° 1, comté de Menard
- Precinct d'Atterberry N° 10 , comté de Menard

### B
- Precinct de Balcom, Comté d'Union
- Precinct de Baldwin, comté de Randolph
- Precinct de Beaucoup, comté de Perry
- Precinct de Belknap, comté de Johnson
- Precinct de Belleview, comté de Calhoun
- Precinct de Bellmont, comté de Wabash
- Precinct de Benton, comté de Massac
- Precinct de Blair, comté de Randolph
- Precinct de Blairsville, comté de Williamson
- Precinct de Bloomfield, comté de Johnson
- Precinct de Bloomfield, comté de Scott
- Precinct de Bone Gap , comté d'Edwards
- Precinct de Bremen, comté de Randolph
- Precinct de Brewerville, comté de Randolph
- Precinct de Browns, comté d'Edwards
- Precinct de Burnside, comté de Johnson

### C
- Cache Precinct, comté d'Alexander
- Precinct de Cache, comté de Johnson
- Precinct de Cairo, comté d'Alexander
- Precinct de Carlin, comté de Calhoun
- Precinct de Carterville, comté de Williamson
- Precinct de Cave-In-Rock, comté de Hardin
- Precinct de Central, comté de Randolph
- Precinct de Chapin, comté de Morgan
- Precinct de Chester, comté de Randolph
- Precinct du district 1 de Cobden, comté d'Union
- Precinct du district 2 de Cobden, Comté d'Union
- Precinct de Coffee, comté de Wabash
- Precinct de Compton, comté de Wabash
- Precinct de Concord, comté de Morgan
- Precinct de Corinth, comté de Williamson
- Precinct de Coulterville, comté de Randolph
- Precinct de Crab Orchard, comté de Williamson
- Precinct de Crater, comté de Calhoun
- Precinct de Creal Springs, comté de Williamson
- Precinct de Cutler, comté de Perry

### D
- Precinct de Dixon, comté d'Edwards
- Precinct du District 1 de Dongola, comté d'Union
- Precinct du District 2 de Dongola, comté d'Union
- Precinct de Du Quoin No. 1, comté de Perry
- Precinct de Du Quoin No. 2, comté de Perry
- Precinct de Du Quoin No. 3, comté de Perry
- Precinct de Du Quoin No. 4, comté de Perry
- Precinct de Du Quoin No. 5, comté de Perry
- Precinct de Du Quoin No. 6, comté de Perry
- Precinct de Du Quoin No. 7, comté de Perry
- Precinct de Du Quoin No. 8, comté de Perry
- Precinct de Du Quoin No. 9, comté de Perry
- Precinct de Du Quoin No. 10, comté de Perry
- Precinct de Du Quoin No. 11, comté de Perry
- Precinct de Du Quoin No. 12, comté de Perry

### E
- Precinct d'East Brooklyn, comté de Massac
- Precinct d'East Marion, comté de Williamson
- Precinct d'East Rosiclare, comté de Hardin
- Precinct d'Eddyville n° 6, comté de Pope
- Precinct d'Ellery, comté d'Edwards
- Precinct d'Ellis Grove, comté de Randolph
- Precinct d'Elvira, comté de Johnson
- Precinct de Evansville, comté de Randolph
- Precinct d'Exeter-Bluffs, comté de Scott

### F
- Precinct de Fancy Prairie N° 3, comté de Menard
- Precinct de Franklin, comté de Massac
- Precinct de Franklin, comté de Morgan
- Precinct de French Creek, comté d'Edwards
- Precinct de Friendsville, comté de Wabash

### G
- Precinct de Georges Creek, comté de Massac
- Precinct de Gilead, comté de Calhoun
- Precinct de Glasgow, comté de Scott
- Precinct de Golconda n° 1, comté de Pope
- Precinct de Golconda n° 2, comté de Pope
- Precinct de Golconda n° 3, comté de Pope
- Precinct de Goreville no 1, comté de Johnson
- Precinct de Goreville no 2, comté de Johnson
- Precinct de Grand Chain, comté de Pulaski
- Precinct deGrant, comté de Massac
- Precinct de Grantsburg n ° 1, comté de Johnson
- Precinct de Grantsburg n ° 2, comté de Johnson
- Precinct de Grassy, comté de Williamson
- Precinct de Greenview N° 6, comté de Menard

### H
- Precinct de Hamburg, comté de Calhoun
- Precinct de Hardin, comté de Calhoun
- Precinct de Herrin, comté de Williamson
- Precinct de Hillerman, comté de Massac

### I
- Precinct d'Indian Creek N° 7, comté de Menard
- Precinct d'Irish Grove N° 4, comté de Menard

### J
- Precinct de Jackson, comté de Massac
- Precinct de Jacksonville No. 1, comté de Morgan
- Precinct de Jacksonville No. 2, comté de Morgan
- Precinct de Jacksonville No. 3, comté de Morgan
- Precinct de Jacksonville No. 4, comté de Morgan
- Precinct de Jacksonville No. 5, comté de Morgan
- Precinct de Jacksonville No. 6, comté de Morgan
- Precinct de Jacksonville No. 7, comté de Morgan
- Precinct de Jacksonville No. 8, comté de Morgan
- Precinct de Jacksonville No. 9, comté de Morgan
- Precinct de Jacksonville No. 10, comté de Morgan
- Precinct de Jacksonville No. 11, comté de Morgan
- Precinct de Jacksonville No. 12, comté de Morgan
- Precinct de Jacksonville No. 13, comté de Morgan
- Precinct de Jacksonville No. 14, Morgan County
- Precinct de Jacksonville No. 15, Morgan County
- Precinct de Jacksonville No. 16, comté de Morgan
- Precinct de Jacksonville No. 17, comté de Morgan
- Precinct de Jacksonville No. 18, comté de Morgan
- Precinct de Jefferson n° 4, comté de Pope
- Precinct de Jefferson, comté de Massac
- Precinct de Jonesboro District 1, Comté d'Union
- Precinct de Jonesboro District 2, Comté d'Union
- Precinct de Jonesboro District 3, Union County

### K
- Precinct de Karnak, comté de Pulaski
- Precinct de Kaskaskia, comté de Randolph

### L
- Precinct de Lake Creek, comté de Williamson
- Precinct de Lake No. 1, Johnson County
- Precinct de Lake No. 2, comté de Johnson
- Precinct de Lancaster, comté de Wabash
- Precinct de Lick Creek, comté d'Union
- Precinct de Lick Prairie, comté de Wabash
- Precinct de Lincoln, comté de Massac
- Precinct de Literberry, comté de Morgan
- Precinct de Logan, comté de Massac
- Precinct de Lynnville, comté de Morgan

### M
- Precinct de Manchester, comté de Scott
- Precinct de Markham, comté de Morgan
- Precinct de McClure, comté d'Alexander
- Precinct de McFarlan, comté de Hardin
- Precinct de Meredosia No. 1, Morgan County
- Precinct de Meredosia No. 2, comté de Morgan
- Precinct de Merritt, comté de Scott
- Precinct de Metropolis No. 1, comté de Massac
- Precinct de Metropolis n ° 2, comté de Massac
- Precinct de Metropolis n ° 3, comté de Massac
- Precinct de Metropolis n ° 4, comté de Massac
- Precinct de Mill Creek, comté d'Union
- Precinct de Monroe, comté de Hardin
- Precinct de Mound City, comté de Pulaski
- Precinct de Mounds, comté de Pulaski
- Precinct de Mount Carmel, comté de Wabash
- Precinct de Murrayville, comté de Morgan

### N
- Precinct de Naples-Bluffs, comté de Scott
- Precinct de Nortonville, comté de Morgan

### O
- Precinct d'Oakford N° 9, comté de Menard
- Precinct d'Olive Branch, comté d'Alexander
- Precinct d'Olmsted, comté de Pulaski
- Precinct d'Ozark, comté de Johnson

### P
- Precinct de Palestine, comté de Randolph
- Precinct de Percy, comté de Randolph
- Precinct de Perks, comté de Pulaski
- Precinct de Petersburg East N° 13, Menard County
- Precinct de Petersburg North N° 14, Menard County
- Precinct de Petersburg South N° 15, comté de Menard
- Precinct de Petersburg West N° 16, comté de Menard
- Precinct de Pinckneyville No. 1, comté de Perry
- Precinct de Pinckneyville No. 2, comté de Perry
- Precinct de Pinckneyville No. 3, comté de Perry
- Precinct de Pinckneyville No. 4, comté de Perry
- Precinct de Pinckneyville No. 5, comté de Perry
- Precinct de Pinckneyville No. 6, comté de Perry
- Precinct de Pinckneyville No. 7, comté de Perry
- Precinct de Pinckneyville No. 8, comté de Perry
- Precinct de Pisgah, comté de Morgan
- Precinct de Point, comté de Calhoun
- Precinct de Prairie du Rocher, comté de Randolph
- Precinct 1, comté de Monroe
- Precinct 2, comté de Monroe
- Precinct 3, comté de Monroe
- Precinct 4, comté de Monroe
- Precinct 5, comté de Monroe
- Precinct 6, comté de Monroe
- Precinct 7, comté de Monroe
- Precinct 8, comté de Monroe
- Precinct 9, comté de Monroe
- Precinct 10, comté de Monroe
- Precinct 11, comté de Monroe
- Precinct 12, comté de Monroe
- Precinct 13, comté de Monroe
- Precinct 15, comté de Monroe
- Precinct 16, comté de Monroe
- Precinct 17, comté de Monroe
- Precinct 18, comté de Monroe
- Precinct 19, comté de Monroe
- Precinct 20, comté de Monroe
- Precinct 21, comté de Monroe
- Precinct 22, comté de Monroe
- Precinct 23, comté de Monroe
- Precinct 24, comté de Monroe
- Precinct 25, comté de Monroe
- Precinct 26, comté de Monroe
- Precinct 27, comté de Monroe
- Precinct 28, comté de Monroe
- Precinct Precinct 29, comté de Monroe
- Cité 30, comté de Monroe
- Precinct 31, comté de Monroe
- Precinct 32, comté de Monroe
- Precinct 33, comté de Monroe
- Precinct 34, comté de Monroe
- Precinct 35, comté de Monroe
- Precinct 36, comté de Monroe
- Precinct 37, comté de Monroe
- Precinct de Prentice-Sinclair, comté de Morgan
- Precinct de Pulaski, comté de Pulaski

### R
- Precinct de Red Bud, comté de Randolph
- Precinct de Richwood, comté de Calhoun
- Precinct de Rock Creek N° 12, comté de Menard
- Precinct de Rock, comté de Hardin
- Precinct de Rockwood, comté de Randolph
- Precinct de Ruma, comté de Randolph

### S
- Precinct de Salem No. 1, comté d'Edwards
- Precinct de Salem No. 2, comté d'Edwards
- Precinct de Sandridge N° 8, comté de Menard
- Precinct de Sandusky, comté d'Alexander
- Precinct de Saratoga, comté d'Union
- Precinct de Shelby No. 1, comté d'Edwards
- Precinct de Shelby No. 2, comté d'Edwards
- Precinct de Simpson, comté de Johnson
- Precinct du sud de Jacksonville n ° 1, comté de Morgan
- Precinct du sud de Jacksonville n ° 2, comté de Morgan
- Precinct du sud de Jacksonville n ° 3, comté de Morgan
- Precinct dusud de Jacksonville n ° 4, comté de Morgan
- Precinct de Southern, comté de Williamson
- Precinct de Sparta, comté de Randolph
- Precinct de Steeleville, comté de Randolph
- Precinct de Stokes, comté d'Union
- Precinct de Stone Church, comté de Hardin
- Precinct de Stonefort, comté de Williamson
- Precinct de Sugar Grove N° 5, comté de Menard
- Precinct de Sunfield, comté de Perry
- Precinct de Swanwick, comté de Perry

### T
- Precinct de Tallula N° 11, comté de Menard
- Precinct de Tamaroa No. 1, comté de Perry
- Precinct de Tamaroa No. 2, comté de Perry
- Precinct de Tamms, comté d'Alexander
- Precinct de Thèbes, comté d'Alexander
- Precinct de Tilden, comté de Randolph
- Precinct de Tunnel Hill, comté de Johnson

### U
- Precinct d'Ullin, comté de Pulaski
- Precinct d'Union, comté d'Union

### V
- Precinct n ° 1 de Vienne, comté de Johnson
- Precinct n ° 2 de Vienne, comté de Johnson
- Precinct n ° 3 de Vienne, comté de Johnson
- Precinct de Villa Ridge, comté de Pulaski

### W
- Precinct de Wabash, comté de Wabash
- Precinct de Walsh, comté de Randolph
- Precinct de Washington, comté de Massac
- Precinct de Waverly No. 1, comté de Morgan
- Precinct de Waverly No. 2, comté de Morgan
- Precinct de Waverly No. 3, comté de Morgan
- Precinct de Webster n° 5, comté de Pope
- Precinct de West Brooklyn, comté de Massac
- Precinct de West Marion, comté de Williamson
- Precinct de West Rosiclare, comté de Hardin
- Precinct de Wetaug, comté de Pulaski
- Precinct de Willisville, comté de Perry
- Precinct de Winchester No. 1, comté de Scott
- Precinct de Winchester No. 2, comté de Scott
- Precinct de Winchester no 3, comté de Scott
- Precinct de Wine Hill, comté de Randolph
- Precinct de Woodson, comté de Morgan

## Precincts de l'Illinois par comté

### Comté d'Alexandre
- Precinct de Cache
- Precinct de Cairo
- Precinct de McClure
- Precinct d'Olive Branch
- Precinct de Sandusky
- Precinct de Tamms
- Precinct de Thèbes

### Comté de Calhoun
- Precinct de Belleview
- Precinct de Carlin
- Precinct de Crater
- Precinct de Gilead
- Precinct de Hamburg
- Precinct de Hardin
- Precinct de Point
- Precinct de Richwood

### Comté d'Edwards
- Precinct d'Albion No. 1
- Precinct d'Albion No. 2
- Precinct d'Albion No. 3
- Precinct de Bone Gap
- Precinct de Browns
- Precinct de Dixon
- Precinct d'Ellery
- Precinct de French Creek
- Precinct de Salem n ° 1
- Precinct de Salem n ° 2
- Precinct de Shelby No. 1
- Precinct de Shelby No. 2

### Comté de Hardin
- Precinct de Cave-In-Rock
- Precinct de Rosiclare Est
- Precinct de McFarlan
- Precinct de Monroe
- Precinct de Rock
- Precinct de Stone Church
- Precinct de Rosiclare Ouest

### Comté de Johnson
- Precinct de Belknap
- Precinct de Bloomfield
- Precinct de Burnside
- Precinct de Cache
- Precinct d'Elvira
- Precinct de Goreville n ° 1
- Precinct de Goreville n ° 2
- Precinct de Grantsburg n ° 1
- Precinct de Grantsburg n ° 2
- Precinct de Lake n ° 1
- Precinct de Lake n ° 2
- Precinct de Ozark
- Precinct de Simpson
- Precinct de Tunnel Hill
- Precinct n ° 1 de Vienne
- Precinct n ° 2 de Vienne
- Precinct n ° 3 de Vienne

### Comté de Massac
- Precinct d'Adkins
- Precinct de Benton
- Precinct de East Brooklyn
- Precinct de Franklin
- Precinct de Georges Creek
- Precinct de Grant
- Precinct de Hillerman
- Precinct de Jackson
- Precinct de Jefferson
- Precinct de Lincoln
- Precinct de Logan
- Precinct de Metropolis n ° 1
- Precinct de Metropolis n ° 2
- Precinct de Metropolis n ° 3
- Precinct de Metropolis n ° 4
- Precinct de Washington
- Precinct de West Brooklyn

### Comté de Menard
- Precinct d'Athens North N° 2
- Precinct d'Athens South N° 1
- Precinct d'Atterberry N° 10
- Precinct de Fancy Prairie N° 3
- Precinct de Greenview N° 6
- Precinct d'Indian Creek N° 7
- Precinct d'Irish Grove N° 4
- Precinct d'Oakford N° 9
- Precinct de Petersburg East N° 13
- Precinct de Petersburg North N° 14
- Precinct de Petersburg South N° 15
- Precinct de Petersburg West N° 16
- Precinct de Rock Creek N° 12
- Precinct de Sandridge N° 8
- Precinct de Sugar Grove N° 5
- Precinct de Tallula N° 11

### Comté de Monroe
- Precinct 1
- Precinct 2
- Precinct 3
- Precinct 4
- Precinct 5
- Precinct 6
- Precinct 7
- Precinct 8
- Precinct 9
- Precinct 10
- Precinct 11
- Precinct 12
- Precinct 13
- Precinct 15
- Precinct 16
- Precinct 17
- Precinct 18
- Precinct 19
- Precinct 20
- Precinct 21
- Precinct 22
- Precinct 23
- Precinct 24
- Precinct 25
- Precinct 26
- Precinct 27
- Precinct 28
- Precinct 29
- Precinct 30
- Precinct 31
- Precinct 32
- Precinct 33
- Precinct 34
- Precinct 35
- Precinct 36
- Precinct 37

### Comté de Morgan
- Precinct d'Alexander
- Precinct d'Arcadia
- Precinct de Chapin
- Precinct de Concord
- Precinct de Franklin
- Precinct de Jacksonville No. 1
- Precinct de Jacksonville No. 2
- Precinct de Jacksonville No. 3
- Precinct de Jacksonville No. 4
- Precinct de Jacksonville No. 5
- Precinct de Jacksonville No. 6
- Precinct de Jacksonville No. 7
- Precinct de Jacksonville No. 8
- Precinct de Jacksonville No. 9
- Precinct de Jacksonville No. 10
- Precinct de Jacksonville No. 11
- Precinct de Jacksonville No. 12
- Precinct de Jacksonville No. 13
- Precinct de Jacksonville No. 14
- Precinct de Jacksonville No. 15
- Precinct de Jacksonville No. 16
- Precinct de Jacksonville No. 17
- Precinct de Jacksonville No. 18
- Precinct de Literberry
- Precinct de Lynnville
- Precinct de Markham
- Precinct de Meredosia No. 1
- Precinct de Meredosia No. 2
- Precinct de Murrayville
- Precinct de Nortonville
- Precinct de Pisgah
- Precinct de Prentice-Sinclair
- Precinct de South Jacksonville n ° 1
- Precinct de South Jacksonville n ° 2
- Precinct de South Jacksonville n ° 3
- Precinct de South Jacksonville n ° 4
- Precinct de Waverly No. 1
- Precinct de Waverly No. 2
- Precinct de Waverly No. 3
- Precinct de Woodson

### Comté de Perry
- Precinct de Beaucoup
- Precinct de Cutler
- Precinct de Du Quoin n ° 1
- Precinct de Du Quoin n ° 2
- Precinct de Du Quoin n ° 3
- Precinct de du Quoin n ° 4
- Precinct de Du Quoin n ° 5
- Precinct de Du Quoin n ° 6
- Precinct de Du Quoin n ° 7
- Precinct de Du Quoin n ° 8
- Precinct de Du Quoin n ° 9
- Precinct de Du Quoin n ° 10
- Precinct de Du Quoin n ° 11
- Precinct de Du Quoin n ° 12
- Precinct de Pinckneyville No. 1
- Precinct de Pinckneyville No. 2
- Precinct de Pinckneyville No. 3
- Precinct de Pinckneyville No. 4
- Precinct de Pinckneyville No. 5
- Precinct de Pinckneyville No. 6
- Precinct de Pinckneyville No. 7
- Precinct de Pinckneyville No. 8
- Precinct de Sunfield
- Precinct de Swanwick
- Precinct de Tamaroa No. 1
- Precinct de Tamaroa No. 2
- Precinct de Willisville

### Comté de Pope
- Precinct d'Eddyville n° 6
- Precinct de Golconda n° 1
- Precinct de Golconda n° 2
- Precinct de Golconda n° 3
- Precinct de Jefferson n° 4
- Precinct de Webster n° 5

### Comté de Pulaski
- Precinct d'America
- Precinct de Grand Chain
- Precinct de Karnak
- Precinct de Mound City
- Precinct de Mounds
- Precinct d'Olmsted
- Precinct de Perks
- Precinct de Pulaski
- Precinct d'Ullin
- Precinct de Villa Ridge
- Precinct de Wetaug

### Comté de Randolph
- Precinct de Baldwin
- Precinct de Blair
- Precinct de Bremen
- Precinct de Brewerville
- Precinct de Central
- Precinct de Chester
- Precinct de Coulterville
- Precinct d'Ellis Grove
- Precinct de Evansville
- Precinct de Kaskaskia
- Precinct de Palestine
- Precinct de Percy
- Precinct de Prairie du Rocher
- Precinct de Red Bud
- Precinct de Rockwood
- Precinct de Ruma
- Precinct de Sparta
- Precinct de Steeleville
- Precinct de Tilden
- Precinct de Walsh
- Precinct de Wine Hill

### Comté de Scott
- Precinct d'Alsey
- Precinct de Bloomfield
- Precinct d'Exeter-Bluffs
- Precinct de Glasgow
- Precinct de Manchester
- Precinct de Merritt
- Precinct de Naples-Bluffs
- Precinct de Winchester No. 1
- Precinct de Winchester No. 2
- Precinct de Winchester No. 3

### Comté d'Union
- Precinct d'Alto Pass
- Precinct d'Anna District 1
- Precinct d'Anna District 2
- Precinct d'Anna District 3
- Precinct d'Anna District 4
- Precinct d'Anna District 5
- Precinct d'Anna District 6
- Precinct d'Anna District 7
- Precinct de Balcom
- Precinct du District 1 de Cobden
- Precinct du District 2 de Cobden
- Precinct du District 1 de Dongola
- Precinct du District 2 de Dongola
- Precinct du District 1 de Jonesboro
- Precinct du District 2 de Jonesboro
- Precinct du District 3 de Jonesboro
- Precinct de Lick Creek
- Precinct de Mill Creek
- Precinct de Saratoga
- Precinct de Stokes
- Precinct d'Union

### Comté de Wabash
- Precinct de Bellmont
- Precinct de Coffee
- Precinct de Compton
- Precinct de Friendsville
- Precinct de Lancaster
- Precinct de Lick Prairie
- Precinct de Mount Carmel
- Precinct de Wabash

### Comté de Williamson
- Precinct de Blairsville
- Precinct de Carterville
- Precinct de Corinth
- Precinct de Crab Orchard
- Precinct de Creal Springs
- Precinct d'East Marion
- Precinct de Grassy
- Precinct de Herrin
- Precinct de Lake Creek
- Precinct de Southern
- Precinct de Stonefort
- Precinct de West Marion